# Killer List of Videogames
The Killer List of Videogames (KLOV) és un lloc web dedicat a catalogar videojocs recreatius antics i nous. És un departament de videojocs de l'International Arcade Museum. Ha sigut fet per col·laboradors i fans d'arreu del món. És potser la base de dades amb més informació d'Internet.